# Džimilić Planje (Tešanj)
Pour les articles homonymes, voir Džimilić Planje.
Džimilić Planje (en cyrillique : Џимилић Плање) est un village de Bosnie-Herzégovine. Il est situé dans la municipalité de Tešanj, dans le canton de Zenica-Doboj et dans la fédération de Bosnie-et-Herzégovine. Selon les premiers résultats du recensement bosnien de 2013, il compte 1 330 habitants.
Avant la guerre de Bosnie-Herzégovine, le village faisait entièrement partie de la municipalité de Tešanj ; après la guerre, son territoire a été partiellement rattaché à la municipalité de Teslić intégrée à la république serbe de Bosnie.

## Démographie

### Évolution historique de la population dans la localité
| 1948 | 1953 | 1961 | 1971 | 1981  | 1991  | 2013  |
| ---- | ---- | ---- | ---- | ----- | ----- | ----- |
| -    | -    | 779  | 923  | 1 201 | 1 328 | 1 330 |

|  |